# Mi La Le Mémoire Est Chasse La Mille Voix Têtes De Tête Dans De Sa Ris Neige: Le Monstre Absent
Mi La Le Mémoire Est Chasse La Mille Voix Têtes De Tête Dans De Sa Ris Neige: Le Monstre Absent es un EP de Et Sans. Fue lanzado en 2004 por Squin Fucker Press.
El álbum fue lanzado en formato Mini CD, el cual venia dentro de una bolsa de plástico encintada. Como el álbum debut de la banda, este EP contiene una sola canción de 20 minutos y 5 segundos que adquiere el mismo nombre que el título del EP.

## Lista de canciones
1. "Mi La Le Mémoire Est Chasse La Mille Voix Têtes De Tête Dans De Sa Ris Neige: Le Monstre Absent" – 20:05[4]

## Personal

### Et Sans
- Roger Tellier-Craig[5]
- Alexandre St-Onge[6]